# Tabebuia jackiana
Tabebuia jackiana es una especie de planta perteneciente a la familia Bignoniaceae. Es nativa de Cuba. 

## Fuente
- Areces-Mallea, A.E. 1998. Tabebuia jackiana. 2006 IUCN Red List of Threatened Species.  Downloaded on 23 August 2007.

- Datos: Q5465762